# CHIROLU
CHIROLU（ちろる）は、日本のライトノベル作家。

## 経歴
小説家になろうに投稿しており、人気を集めた『うちの娘の為ならば、俺はもしかしたら魔王も倒せるかもしれない。』は2019年にアニメ化された。

## 作品リスト

### 小説
- 『うちの娘の為ならば、俺はもしかしたら魔王も倒せるかもしれない。』既刊9巻
- 『素直になれない彼女と、戦斧を包丁に持ち変えた彼。』
- 『虹の見守る世界の物語』
- 『緩く繋がる同じせかい』

他多数